# Уик, Денис
Денис Уик (англ. Denis Wick; 1 июня 1931, Челмсфорд — 12 февраля 2025) ― британский тромбонист, музыкальный педагог, дирижёр и предприниматель. Солист Лондонского симфонического оркестра, преподаватель Гилдхоллской школы музыки и театра и Королевской академии музыки. Основатель музыкального издательства и компании по производству мундштуков и сурдин для медных духовых инструментов.

## Биография
Денис Уик начал заниматься на тромбоне самостоятельно в возрасте 10 лет. Музыкальное образование он получил в Королевской академии музыки в Лондоне. Первым местом работы Уика стал Борнмутский симфонический оркестр, в котором он исполнял партию второго тромбона. С 1952 по 1957 год он был солистом Бирмингемского симфонического оркестра. В 1957 Денис Уик стал солистом Лондонского симфонического оркестра. На этой должности он работал более 30 лет, уйдя на пенсию в 1988 году, после чего ставшее вакантным место солиста-тромбониста занял Йен Боусфилд. В составе Лондонского симфонического оркестра Денис Уик принимал участие в записи саундтреков к оригинальной трилогии «Звёздных войн» и фильмам об «Индиане Джонсе».
Параллельно с работой в Лондонском симфоническом оркестре Денис Уик некоторое время выступал в составе камерного оркестра Лондонская симфониетта и ансамбля Филипа Джонса. Он также регулярно выступал сольно. Специально для Уика были написаны тромбоновые концерты британских композиторов Гордона Джейкоба, Бакстона Орра и Алана Ходдинотта.
Денис Уик также выступал в качестве дирижёра, работая в этом амплуа преимущественно с духовыми и молодёжными оркестрами. В 1970-х годах запись Лондонского духового оркестра под его управлением была удостоена нескольких наград. С 1967 года Уик преподавал в Гилдхоллской школе музыки и театра. В 1976 году он оставил преподавание в классе тромбона, но продолжил дирижировать оркестром школы. С 2002 года Деннис Уик преподавал в Королевской академии музыки.
Прекратив выступления как тромбонист, продолжал дирижировать, преподавать и давать мастер-классы. В 1989 году он получил награду международной ассоциации тромбонистов. Был владельцем компании Denis Wick Products Ltd, производителя аксессуаров для медных духовых инструментов, и нотного издательства Denis Wick Publishing. Его книга о технике исполнения на тромбоне выдержала 5 изданий и была переведена на 4 языка.
Умер 12 февраля 2025 года в возрасте 93 лет.